# Irène Hamoir
 (mai 2025).
Pour les articles homonymes, voir Hamoir (homonymie).
Irène Hamoir (née le 25 juillet 1906 à Saint-Gilles, commune de Bruxelles, décédée à Bruxelles le 17 mai 1994) est une poétesse et romancière belge, figure féminine centrale du mouvement surréaliste dans son pays.
Épouse de Louis Scutenaire, elle apparaît constamment sous le nom de « Lorrie » dans ses Inscriptions. Elle figure aussi dans plusieurs dessins et peintures de René Magritte.

## Biographie
Son père, Léopold Hamoir est chapelier. Sa grand-mère paternelle, célibataire, a eu deux fils de Léopold Noiset, coureur cycliste, fabricant de vélocipèdes, directeur d'entraînement du Véloce-club bruxellois. Vers 1890, il a fait de quatre autres de ses enfants une troupe d'équilibristes à vélo, à laquelle se joint un moment Léopold. L'attraction des « Mignons Noazetts » puis, devenus adultes, de « The Noisets » rencontre un succès international, exécutant avec motos et autos des numéros spectaculaires (notamment La Cuve Infernale, La Table du Diable, Le Saut de la Mort). Irène Hamoir évoque les tournées de ses oncles dans la première nouvelle de son recueil La Cuve infernale, écrit entre 1932 et 1939, puis dans un article publié en 1949 dans le magazine Le Soir illustré.
En 1922, après des études commerciales, elle est secrétaire dans une tannerie-teinturerie. Militante socialiste, elle participe dès 1924 à de nombreux meetings, approche Camille Huysmans, écrit son premier poème (1925), rencontre à un cours du soir pour journalistes le peintre Marc Eemans avec qui elle se lie. Celui-ci collaborant à la revue Distances créé par le groupe surréaliste de Bruxelles, Irène Hamoir fait la connaissance de Louis Scutenaire, chez Marcel Lecomte (1928). En 1929, elle est engagée comme secrétaire à l'Agence économique et financière de Bruxelles. Louis Scutenaire lui écrit quotidiennement des lettres poétiques. Ils se marient en 1930 et, après un voyage à Paris et en Espagne, s'installent rue de la Luzerne avec la mère de Scutenaire. En 1931, elle commence une carrière de fonctionnaire à la Cour internationale de justice et voyage ainsi entre Genève et La Haye, parfois rejointe par son mari, entré au Barreau de Bruxelles.
Leurs occupations professionnelles ne les empêchent pas de fréquenter le groupe surréaliste bruxellois qui réunit Paul Nougé, Paul et René Magritte, le musicien André Souris, Marcel Lecomte, E. L. T. Mesens et Paul Colinet. Ils se lient également avec le groupe parisien. En 1935, Irène Hamoir participe à l'Exposition internationale du surréalisme à La Louvière. L'année suivante, René Magritte peint son portrait. En août 1937, Irène Hamoir et Louis Scutenaire séjournent chez René Char, à Céreste (Provence). Séducteur et entreprenant comme il aime à l'être, Char va quelques mois plus tard jusqu'à La Haye pour retrouver Irène Hamoir. Les rapports avec Scutenaire en pâtissent. En 1939, elle quitte son poste de fonctionnaire. Elle collabore aux deux numéros de la revue L'Invention collective (avec une photographie de Raoul Ubac).
En mai 1940 Irène Hamoir et Scutenaire quittent Bruxelles avec Magritte, Raoul et Agui Ubac. Ils arrivent à Carcassonne où ils rencontrent Joë Bousquet, Jean Paulhan, André Gide et Gaston Gallimard. Ils rentrent à Bruxelles en octobre. En 1941, Irène Hamoir travaille à la Banque Nationale de Belgique puis, de 1942 à 1945, à la direction des ventes de l'Union Chimique Belge. Son recueil de nouvelles La Cuve infernale paraît en 1944. En 1945, entrée à la rédaction du journal Le Soir, elle collabore aux revues Le Salut public, Le Ciel bleu et La Terre n'est pas une Vallée de Larmes qu'anime Marcel Mariën. Elle publie des poèmes dans Les Deux sœurs que dirige Christian Dotremont (1946) dont le deuxième numéro présente un « cadavre exquis » signé René Char, Paul Éluard, Louis Scutenaire et Irène Hamoir. Elle participe encore au Savoir vivre édité par René Magritte.
Après la publication en 1949, sous le nom d'« Irine », de son « Œuvre poétique », Irène Hamoir collabore à de nombreuses revues, notamment Temps mêlés créée par André Blavier et Jane Graverol (1953). 1953 est également l'année de parution de son roman à clef « Boulevard Jacqmain », dans lequel les surréalistes belges apparaissent sous des surnoms plus ou moins transparents : « Paul Nouguier » pour Paul Nougé, « Gritto » pour René Magritte, « Maître Bridge » pour Louis Scutenaire, « Édouard Massens » pour E. L. T. Mesens, « Bergère » pour Georgette Magritte, « Marquis » pour Paul Magritte, « Sourire » pour André Souris, « Monsieur Marcel » pour Marcel Lecomte, « Evrard » pour Geert van Bruaene, « Delasbyme » pour Denis Marion, « Mouffin » pour Robert Goffin, « Crépue » pour elle-même. En 1955, elle commence à rédiger des billets d'humeur pour la Petite Gazette. Elle écrit pour Le Soir, lors de leurs disparitions, des hommages à Geert van Bruaene en 1964 et Marcel Lecomte en 1966.
De 1971 à 1975, Irène Hamoir publie plusieurs plaquettes de poèmes. Elle préface, le plus souvent avec Louis Scutenaire (« Scut » pour leurs familiers), le catalogue des expositions de leurs amis peintres (Roland Delcol, Tom Gutt, Yves Bossut, Claudine Jamagne, Rachel Baes, Robert Willems, Roger Van de Wouwer et collabore régulièrement à la revue Le Vocatif éditée par Tom Gutt à partir de 1972. En 1976, ce dernier, avec Isy Brachot, rassemble l'œuvre poétique d'Irène Hamoir dans le recueil Corne de brune. En 1982, Irène Hamoir et Louis Scutenaire signent « Elle et lui » une préface pour la rétrospective René Magritte et le surréalisme en Belgique présentée au musée des Beaux-Arts de Bruxelles. Après la mort de Louis Scutenaire en 1987, des extraits de leurs correspondances avec André Bosmans, Paul Nougé et Marcel Mariën sont publiés dans la revue Les Lèvres nues. En 1992, paraissent Croquis de rue qui regroupent les chroniques d'Irène Hamoir pour Le Soir.
Au début des années 1980 Irène Hamoir écrit un texte sur le peintre Roland Delcol : « Il s’intéresse par-dessus tout à la peinture. De plus il sait peindre. Sur ses toiles, insoucieux du temps et de l’espace, il provoque des rencontres de personnages, de femmes surtout, de cette époque-ci avec d’autres de ces époques-là ; les paysages et les choses se télescopent ; ses couleurs le plus souvent sont roboratives ; cela dans une mise en page qui, malgré les années qui passent et passent, ne perd rien de son poids. Son ambition - non méprisable - est que l’unique objet de sa passion soit perçu par les meilleurs comme une œuvre de prix. Il est transparent. Derrière Roland Delcol il n’y a que le peintre Delcol. R. ».  
Dans le legs « Irène Scutenaire-Hamoir », le couple n'ayant pas d'enfant, dont Tom Gutt est l'exécuteur testamentaire, aux musées royaux des beaux-arts de Belgique figurent les nombreuses œuvres du peintre (plus d'une vingtaine de peintures, d'une vingtaine de gouaches, d'une quarantaine de dessins, etc.) qui étaient aux murs de leur maison de la rue de la Luzerne, notamment :
Portrait de Nougé, 1927; La Voleuse, 1927; Découverte, 1927; Personnage méditant sur la folie, 1928; Portrait d'Irène Hamoir, 1936; La Lecture défendue, 1936; Bel Canto, 1938; Les Grandes espérances, 1940; La Cinquième saison, 1943; Le Sourire, 1943; La Moisson, 1943; La Bonne fortune, 1945; Les Rencontres naturelles, 1945; Les Mille et une nuits, 1946; L'Intelligence, 1946; Le Lyrisme, 1947; Lola de Valence, 1948 (dont les images sont visibles sur le site des musées royaux des Beaux-Arts de Belgique).
Dans le catalogue de l'exposition de ce legs sous le titre Irène, Scut, Magritte et Co, la contribution de Catherine Daems rapporte l'opinion selon laquelle leur correspondance, début 1938, « permet d'affirmer que ce n'est pas Irène Hamoir mais bien Louis Scutenaire qui a écrit Boulevard Jacqmain et La Cuve infernale. Scut a écrit, Irène a signé », concluant cependant : « la réponse surréaliste et subversive qui s'impose doit être la suivante : c'est une fausse imposture. ». Des analyses plus récentes évoquent une « écriture à quatre mains »

## Bibliographie sélective

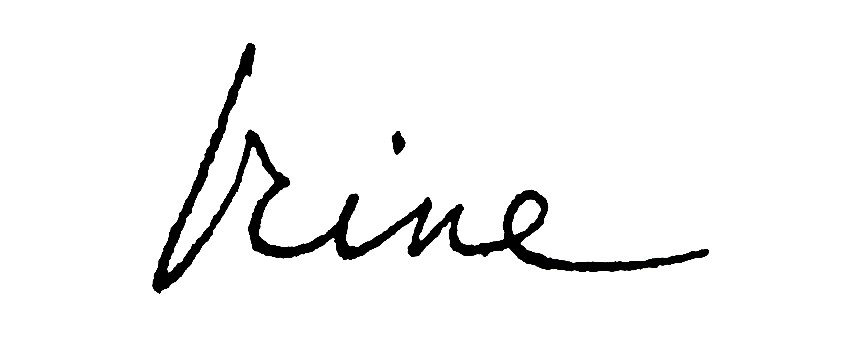
Signature d'Irène Hamoir